# Bầu cử liên bang Úc 2016
Cuộc bầu cử liên bang Úc 2016 diễn ra vào Thứ Bảy ngày 2 tháng 7 năm 2016. Cử tri là công dân Úc từ đủ 18 tuổi đã đi bỏ phiếu để lựa chọn ra các nghị sĩ Thượng viện và Hạ viện nước này sau tám tuần lễ vận động tranh cử. Cuộc bầu cử diễn ra từ 8 giờ sáng đến 6 giờ tối tại các tiểu bang và vùng lãnh thổ của quốc gia châu lục này. Đây là lần đầu tiên kể từ năm 1987 Úc giải tán đồng thời lưỡng viện trong Quốc hội.
Với 79% số phiếu được kiểm sau 8 ngày kể từ ngày bỏ phiếu, Liên đảng Tự do/Quốc gia đã giành được 74 ghế Hạ viện; đảng Lao động giành được 66 ghế; các đảng Xanh và Nick Xenophon giành được mỗi đảng một ghế. Có hai ứng cử viên độc lập thắng cử là Andrew Wilkie và Cathy McGowan. Với quá trình kiểm phiếu đang dần khép lại, phái Liên đảng đang đứng trước cơ hội giành được đủ 76 ghế để giành chiến thắng trong cuộc bầu cử. Như vậy cũng đủ để Lao động thừa nhận thất bại. Chiều ngày 10 tháng 7, lãnh tụ phái Liên đảng Malcolm Turnbull tuyên bố thắng cử.
Trong vòng hai ngày đầu tiên sau bầu cử, không có đảng nào giành đủ 76 ghế trong Hạ viện để thành lập chính phủ. Trong khi đó, Uỷ ban Bầu cử Úc (AEC) cho biết phải đợi ít nhất một tháng mới xác định được người trúng cử, còn nhiều nguồn tin khác cho rằng kết quả sẽ đến sớm trong mùng 5,6 tháng 7. Sau khi những số liệu ban đầu được công bố, lãnh đạo hai chính đảng lớn tham gia tranh cử, Malcolm Turnbull của khối Liên đảng và Bill Shorten của đảng Lao động, đều bày tỏ tin tưởng sẽ giành chiến thắng, còn giới quan sát nhận định nước này đang đối mặt với một "Quốc hội treo".
Cũng tương tự, kết quả bầu cử Thượng viện hiện tại vẫn chưa được công bố. Một phần của sự chậm trễ này là do nước Úc đang chuyển đổi từ thể chế bầu cử theo nhóm sang thể chế bầu cử đại diện tỷ lệ. Bảng cập nhật của hãng tin ABC cho biết phe Liên đảng và đảng Lao động lần lượt đã nắm chắc ít nhất 29 và 27 ghế Thượng viện, còn các đảng nhỏ khác mỗi đảng có thể nắm ít nhất 1 ghế trống.

## Kết quả

### Hạ viện
| Đảng | Đảng | Số phiếu | % | Thay đổi | Ghế | Thay đổi (ghế) |
| ---- | ---- | -------- | - | -------- | --- | -------------- |

|  | Liên đảng                 | Liên đảng     |           | 42,13 | −3,42 | 76 | −14 |
|  |                           | Đảng Tự do Úc | 3.882.905 | 28,67 | −3,35 | 45 | −13 |
|  | Đảng Tự do Quốc gia (QLD) | 1.153.736     | 8,52      | −0,40 | 21    | −1 |     |
|  | Đảng Quốc gia Úc          | 624.555       | 4,61      | +0,32 | 10    | +1 |     |
|  | Đảng Tự do Thôn quê (NT)  | 32.409        | 0,24      | −0,08 | 0     | −1 |     |

|                                  | Đảng Lao động Úc         | 4.702.296  | 34,73 | +1,35 | 69  | +14 |
|                                  | Đảng Xanh Úc             | 1.385.650  | 10,23 | +1,58 | 1   | ±0  |
|                                  | Nick Xenophon Team       | 250.333    | 1,85  | +1,5  | 1   | +1  |
|                                  | Đảng Katter's Australian | 72.879     | 0,54  | −0,50 | 1   | ±0  |
|                                  | Đảng Palmer United       | 315        | 0,00  | −5,49 | 0   | −1  |
|                                  | Các ứng viên độc lập     | 380.712    | 2,81  | +1,44 | 2   | ±0  |
|                                  | Khác                     | 1.055.311  | 7,79  | +3,28 | 0   | ±0  |
| Tổng cộng                        | Tổng cộng                | 13.541.101 |       | —     | 150 | —   |
| Tính phiếu tương nhượng hai đảng |                          |            |       |       |     |     |
|                                  | Liên đảng Tự do/Quốc gia |            | 50,37 | −3,12 | 76  | −14 |
|                                  | Đảng Lao động Úc         |            | 49,63 | +3,12 | 69  | +14 |

Các Ứng viên độc lập: Andrew Wilkie (đơn vị Denison), Cathy McGowan (đơn vị Indi)
Lưu ý
1. ↑  Kết quả tính phiếu tương nhượng chỉ xem xét trên 136 đơn vị bầu cử có hai phe Liên đảng và Lao động tham gia, không tính 14 đơn vị thiếu một trong hai đảng này.

### Thay đổi ghế
Các đại biểu có tên in nghiêng không tham gia tranh cử Hạ viện lần này.
| Ghế              | Nhiệm kỳ trước | Nhiệm kỳ trước | Nhiệm kỳ trước              | Nhiệm kỳ trước | Tỷ lệ thay đổi | Nhiệm kỳ mới | Nhiệm kỳ mới     | Nhiệm kỳ mới   | Nhiệm kỳ mới |
| Ghế              | Đảng           | Đảng           | Nghị sĩ                     | Sai số         | Tỷ lệ thay đổi | Sai số       | Nghị sĩ          | Đảng           | Đảng         |
| Barton, NSW      |                | Tự do          | Nickolas Varvaris           | −4,39          | −4,14          | 8,53         | Linda Burney     | Lao động       |              |
| Bass, TAS        |                | Tự do          | Andrew Nikolic              | 4,04           | −10,83         | 6,79         | Ross Hart        | Lao động       |              |
| Braddon, TAS     |                | Tự do          | Brett Whiteley              | 2,56           | −5,33          | 2,77         | Justine Keay     | Lao động       |              |
| Burt, WA         |                | Tự do          | Đơn vị bầu cử mới thành lập | 6,09           | −14,26         | 8,17         | Matt Keogh       | Lao động       |              |
| Capricornia, QLD |                | Tự do Quốc gia | Michelle Landry             | 0,77           | −1,45          | 0,68         | Leisa Neaton     | Lao động       |              |
| Cowan, WA        |                | Tự do          | Luke Simpkins               | 4,51           | −5,25          | 0,73         | Anne Aly         | Lao động       |              |
| Dobell, NSW      |                | Tự do          | Karen McNamara              | −0,18          | −5,47          | 5,65         | Emma McBride     | Lao động       |              |
| Eden-Monaro, NSW |                | Tự do          | Peter Hendy                 | 2,91           | −5,92          | 3,01         | Mike Kelly       | Lao động       |              |
| Fairfax, QLD     |                | Palmer United  | Clive Palmer                | 0,03           | N/A            | 10,80        | Ted O'Brien      | Tự do Quốc gia |              |
| Flynn, QLD       |                | Tự do Quốc gia | Ken O'Dowd                  | 6,53           | −8,06          | 1,53         | Zac Beers        | Lao động       |              |
| Grey, SA         |                | Tự do          | Rowan Ramsey                | 13,54          | N/A            | 6,11         | Andrea Broadfoot | Nick Xenophon  |              |
| Herbert, QLD     |                | Tự do Quốc gia | Ewen Jones                  | 6,17           | −6,91          | 0,74         | Cathy O'Toole    | Lao động       |              |
| Lindsay, NSW     |                | Tự do          | Fiona Scott                 | 2,99           | −3,63          | 0,64         | Emma Husar       | Lao động       |              |
| Longman, QLD     |                | Tự do Quốc gia | Wyatt Roy                   | 6,92           | −8,42          | 1,50         | Susan Lamb       | Lao động       |              |
| Lyons, TAS       |                | Tự do          | Eric Hutchinson             | 1,22           | −3,64          | 2,42         | Brian Mitchell   | Lao động       |              |
| Macarthur, NSW   |                | Tự do          | Russell Matheson            | 3,39           | 11,24          | 7,85         | Mike Freelander  | Lao động       |              |
| Macquarie, NSW   |                | Tự do          | Louise Markus               | 4,48           | −6,56          | 2,08         | Susan Templeman  | Lao động       |              |
| Mayo, SA         |                | Tự do          | Jamie Briggs                | 12,51          | N/A            | 6,00         | Rebekha Sharkie  | Nick Xenophon  |              |
| Murray, VIC      |                | Tự do          | Sharman Stone               | 20,87          | N/A            | 5,70         | Damian Drum      | Quốc gia       |              |
| Paterson, NSW    |                | Tự do          | Bob Baldwin                 | −0,27          | −10,35         | 10,62        | Meryl Swanson    | Lao động       |              |
| Solomon, NT      |                | Tự do Thôn quê | Natasha Griggs              | 1,40           | −7,64          | 6,24         | Luke Gosling     | Lao động       |              |

### Thượng viện

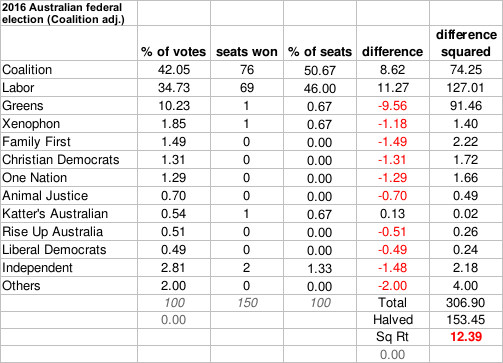
According to the 1−100 Gallagher Index, the disproportionality in the lower house is comparatively high at about 12.7 in 2016 − compared to 9.7 in 2013, 11.3 in 2010 and 10.3 in 2007.

| Đảng | Đảng | Số phiếu | % | Thay đổi | Ghế thắng | Ghế có thể thắng | Thay đổi ghế |
| ---- | ---- | -------- | - | -------- | --------- | ---------------- | ------------ |

|  | Liên đảng Úc              | Liên đảng Úc                 |      | 34.80 | +2.90 | 26 | 2 |  |
|  |                           | Đảng Tự do Úc/Tự do/Quốc gia |      | 19,77 | −1,56 |    |   |  |
|  | Đảng Tự do Úc             |                              | 8,57 | +1,63 |       |    |   |  |
|  | Đảng Tự do Quốc gia (QLD) |                              | 5,95 | −2,15 |       |    |   |  |
|  | Đảng Quốc gia Úc          |                              | 0,27 | −0,04 |       |    |   |  |
|  | Đảng Tự do Thôn quê (NT)  |                              | 0,24 | −0,08 |       |    |   |  |

|           | Đảng Lao động Úc                    |  | 30,61 | +0,98 | 23 | 2 |  |
|           | Đảng Xanh Úc                        |  | 8,86  | −0,37 | 3  | 3 |  |
|           | Một Dân tộc Pauline Hanson          |  | 4,10  | +3,57 | 1  | 0 |  |
|           | Nick Xenophon Team                  |  | 3,43  | +1,49 | 2  | 1 |  |
|           | Đảng Dân chủ Tự do                  |  | 1,87  | −1,88 | 0  | 0 |  |
|           | Đảng Công lý Derryn Hinch           |  | 1,76  | +1,76 | 0  | 0 |  |
|           | Đảng Family First                   |  | 1,38  | +0,26 | 0  | 0 |  |
|           | Đảng Lao động Dân chủ               |  | 0,69  | −0,71 | 0  | 0 |  |
|           | Mạng lưới Jacqui Lambie             |  | 0,55  | +0,55 | 1  | 0 |  |
|           | Đảng Australian Motoring Enthusiast |  | 0,39  | −0,11 | 0  | 0 |  |
|           | Đảng Palmer United                  |  | 0,19  | −5,42 | 0  | 0 |  |
|           | Khác                                |  |       |       | 0  | 0 |  |
|           | Ghế chưa xác định                   |  |       |       | 12 |   |  |
| Tổng cộng | Tổng cộng                           |  |       | —     | 76 | — |  |

| Đảng      | Đảng                                | NSW | Vic | Qld | WA  | SA | Tas | ACT | NT | Tổng cộng |
| --------- | ----------------------------------- | --- | --- | --- | --- | -- | --- | --- | -- | --------- |
|           | Liên đảng                           | 5   | 5   | 5   | 5–6 | 4  | 4   | 1   | 1  | 30–31     |
|           | Đảng Lao động Úc                    | 4   | 4   | 4   | 4   | 4  | 5   | 1   | 1  | 27        |
|           | Đảng Xanh Úc                        | 1   | 2   | 1   | 1–2 | 1  | 2   |     |    | 8–9       |
|           | Nick Xenophon Team                  | 0–1 |     | 0–1 |     | 3  |     |     |    | 3–5       |
|           | Pauline Hanson's One Nation         | 1   |     | 1   | 1   |    |     |     |    | 3         |
|           | Derryn Hinch's Justice Party        |     | 1   |     |     |    |     |     |    | 1         |
|           | Jacqui Lambie Network               |     |     |     |     |    | 1   |     |    | 1         |
|           | Liberal Democratic Party            | 0–1 |     | 0–1 |     |    |     |     |    | 0–2       |
|           | Đảng Katter's Australian            |     |     | 0–1 |     |    |     |     |    | 0–1       |
|           | Family First Party                  |     |     | 0–1 |     |    |     |     |    | 0–1       |
|           | Christian Democratic Party          | 0–1 |     |     |     |    |     |     |    | 0–1       |
|           | Shooters, Fishers and Farmers Party | 0–1 |     |     |     |    |     |     |    | 0–1       |
|           | Glenn Lazarus Team                  |     |     | 0–1 |     |    |     |     |    | 0–1       |
|           | Ghế chưa xác định                   | 1   |     | 1   | 1   |    |     |     |    | 3         |
| Tổng cộng | Tổng cộng                           | 12  | 12  | 12  | 12  | 12 | 12  | 2   | 2  | 76        |

| \|8.52}}\| Popular vote \| Popular vote \| Popular vote \| Popular vote \| Popular vote \| \| ------------ \| ------------ \| ------------ \| ------------ \| ------------ \| \| \| \| \| \| \| \| Labor \| Labor \| \| 34.73% \| 34.73% \| \| Liberal \| Liberal \| \| 28.67% \| 28.67% \| \| Greens \| Greens \| \| 10.23% \| 10.23% \| \| LNP (QLD) \| LNP (QLD) \| \| 0% \| 0% \| \| National \| National \| \| 4.61% \| 4.61% \| \| NXT \| NXT \| \| 1.85% \| 1.85% \| \| Katter's \| Katter's \| \| 0.54% \| 0.54% \| \| CLP (NT) \| CLP (NT) \| \| 0.24% \| 0.24% \| \| Independents \| Independents \| \| 2.81% \| 2.81% \| \| Other \| Other \| \| 7.79% \| 7.79% \| |              |  |        |        |
| Popular vote |              |  |        |        |
| |              |  |        |        |
| Labor | Labor        |  | 34.73% | 34.73% |
| Liberal | Liberal      |  | 28.67% | 28.67% |
| Greens | Greens       |  | 10.23% | 10.23% |
| LNP (QLD) | LNP (QLD)    |  | 0%     | 0%     |
| National | National     |  | 4.61%  | 4.61%  |
| NXT | NXT          |  | 1.85%  | 1.85%  |
| Katter's | Katter's     |  | 0.54%  | 0.54%  |
| CLP (NT) | CLP (NT)     |  | 0.24%  | 0.24%  |
| Independents | Independents |  | 2.81%  | 2.81%  |
| Other | Other        |  | 7.79%  | 7.79%  |

| \| Two-party-preferred vote \| Two-party-preferred vote \| Two-party-preferred vote \| Two-party-preferred vote \| Two-party-preferred vote \| \| ------------------------ \| ------------------------ \| ------------------------ \| ------------------------ \| ------------------------ \| \| \| \| \| \| \| \| Coalition \| Coalition \| \| 50.37% \| 50.37% \| \| Labor \| Labor \| \| 49.63% \| 49.63% \| |           |  |        |        |
| Two-party-preferred vote |           |  |        |        |
| |           |  |        |        |
| Coalition | Coalition |  | 50.37% | 50.37% |
| Labor | Labor     |  | 49.63% | 49.63% |

| \| Seats \| Seats \| Seats \| Seats \| Seats \| \| ------------ \| ------------ \| ----- \| ------ \| ------ \| \| \| \| \| \| \| \| Coalition \| Coalition \| \| 50.67% \| 50.67% \| \| Labor \| Labor \| \| 46.00% \| 46.00% \| \| Greens \| Greens \| \| 0.67% \| 0.67% \| \| NXT \| NXT \| \| 0.67% \| 0.67% \| \| Katter's \| Katter's \| \| 0.67% \| 0.67% \| \| Independents \| Independents \| \| 1.33% \| 1.33% \| |              |  |        |        |
| Seats |              |  |        |        |
| |              |  |        |        |
| Coalition | Coalition    |  | 50.67% | 50.67% |
| Labor | Labor        |  | 46.00% | 46.00% |
| Greens | Greens       |  | 0.67%  | 0.67%  |
| NXT | NXT          |  | 0.67%  | 0.67%  |
| Katter's | Katter's     |  | 0.67%  | 0.67%  |
| Independents | Independents |  | 1.33%  | 1.33%  |

Notes

## Quy chế bầu cử
Các cuộc bầu cử liên bang tại Úc áp dụng quy tắc bầu cử thay thế trong hệ thống đầu phiếu đa số tương đối để chọn ra 150 đại biểu Hạ viện và thể thức đại diện tỷ lệ để chọn ra 76 nghị sĩ Thượng viện. Tương tự các nước theo chế độ nghị viện Westminster, ở Úc, tất cả mọi người đã đăng ký cử tri đều bắt buộc phải đi bầu trong ngày bầu cử. Trước khi tiến hành bầu cử, Thủ tướng sẽ quyết định hình thức bỏ phiếu và chọn ngày bầu cử đệ trình lên Toàn quyền Úc. Sau đó vị toàn quyền mới ra quyết định giải tán quốc hội và ban hành Sắc lệnh Bầu cử (writs of elections).

## Ngày bầu cử
Điều 13 Hiến pháp Úc quy định trong các cuộc bầu cử nửa Thượng viện (half Senate election), việc bỏ phiếu bầu thượng nghị sĩ đại diện tiểu bang phải tiến hành trong vòng một năm trước khi nhiệm kỳ kết thúc. Bởi vì một nửa số nghị sĩ Thượng viện sẽ mãn nhiệm ngày 30 tháng 6 năm 2017 nên sắc lệnh bầu cử nửa Thượng viện không thể ban hành sớm hơn ngày 1 tháng 7 năm trước đó (tức năm 2016), và do đó, ngày sớm nhất có thể tổ chức bầu cử đồng thời Hạ viện và nửa Thượng viện là ngày 5 tháng 8 năm 2016. Mặc dù Hiến pháp không quy định phải tổ chức bầu cử đồng thời cả hai viện quốc hội, và trong quá khứ đã diễn ra nhiều cuộc bầu cử riêng rẽ, nhìn chung các chính phủ và cử tri Úc vẫn mong muốn tổ chức tổng tuyển cử lưỡng viện cùng lúc cho nhất cử lưỡng tiện.
Khác với Thượng viện, Viện Dân biểu có thể tổ chức bầu cử vào bất kỳ thời điểm nào trong suốt nhiệm kỳ. Dù tiến hành riêng rẽ hay cùng dịp với Thượng viện, việc bầu cử Hạ viện phải được thực hiện trong hoặc sớm hơn ngày 14 tháng 1 năm 2017 theo Luật Bầu cử Liên bang 1918. Điều 28 Hiến pháp Úc quy định nhiệm kỳ của Hạ viện chấm dứt trong vòng 3 năm sau lần nhóm họp đầu tiên của khoá đó, trừ trường hợp bị giải tán sớm. Cuộc tổng tuyển cử trước diễn ra ngày 7 tháng 9 năm 2013. Quốc hội nhiệm kỳ 44 khai mạc ngày 12 tháng 11 năm 2013 và mãn nhiệm vào ngày 11 tháng 11 năm 2016. Theo quy định tại Luật bầu cử, sắc lệnh bầu cử có thể ban hành tối đa 10 ngày sau ngày giải tán hay mãn nhiệm kỳ Hạ viện. Sau đó, các chính trị gia và đảng phái có 27 ngày để đăng ký tranh cử, và 31 ngày sau khi việc đăng ký kết thúc, cuộc bầu cử sẽ diễn ra. Theo cách tính toán này, hạn chót để tổ chức bầu cử Hạ viện là ngày 14 tháng 1 năm 2017.
Một cuộc giải tán kép lưỡng viện không thể diễn ra trong vòng 6 tháng trước khi Hạ viện hết nhiệm kỳ. Như vậy có nghĩa là lệnh giải tán đồng thời hai viện phải được ban hành trong hoặc trước ngày 11 tháng 5 năm 2016. Do đó để tổ chức bầu cử đồng thời cả hai viện này, hạn chót để tổ chức bỏ phiếu rơi vào 16 tháng 7 năm 2016.
Ngày 2 tháng 11 năm 2015, Thủ tướng Malcolm Turnbull tuyên bố: "Nếu quý vị hỏi cuộc bầu cử sắp tới diễn ra lúc nào, tôi sẽ trả lời khoảng tháng 9-10 [năm 2016]". Tuy vậy, đến tháng 12 năm đó, hãng tin ABC tường thuật rằng có "một vài dân biểu Tự do" muốn tổ chức bầu cử sớm vào tháng 3 năm 2016. Nếu điều này trở thành sự thật, sẽ phải có thêm một cuộc bầu cử nửa Thượng viện riêng rẽ vào cuối năm 2016 hoặc đầu năm 2017 (trừ khi có giải thể kép đồng thời hai viện).
Ngày 21 tháng 3 năm 2016, Thủ tướng Turnbull ra thông báo triệu tập phiên họp lưỡng viện vào ngày 18 tháng 4 sắp tới để thảo luận dự luật khôi phục lại Uỷ ban Công trình và Xây dựng Úc (ABCC). Ông cũng nói nếu Thượng viện vẫn nhất quyết không thông qua luật này, ông sẽ yêu cầu giải tán cả hai viện và tiến hành bầu cử vào ngày 2 tháng 7. Dự trù ngân sách liên bang 2016 cũng được trình lên Quốc hội ngày 3 tháng 5. Ngày 18 tháng 4, một lần nữa Quốc hội phủ quyết đề xuất tái khôi phục ABCC. Như đã hứa, ngày 8 tháng 5, Malcolm Turnbull đến Phủ Toàn quyền Canberra diện kiến Toàn quyền Peter Cosgrove, trình công văn yêu cầu ra sắc lệnh giải thể lưỡng viện vào ngày 9 tháng 5. Sắc lệnh quy định tổng tuyển cử liên bang sẽ diễn ra trong ngày 2 tháng 7.

## Lịch trình bầu cử
Ngày 8 tháng 5 năm 2016, Văn phòng Toàn quyền ra văn kiện chuẩn y tờ trình của Thủ tướng về việc tổ chức cuộc bầu cử liên bang 2016. Theo đó, ngài toàn quyền đã đồng ý với kế hoạch tổ chức bầu cử như sau theo tiến trình như sau:
- 9 tháng 5 – Giải thể lưỡng viện Quốc hội liên bang
- 16 tháng 5 – Ban bố sắc lệnh bầu cử
- 23 tháng 5 – Hạn chót ghi danh cử tri
- 9 tháng 6 – Hạn chót ghi danh tranh cử
- 2 tháng 7 – Ngày bầu cử
- 8 tháng 7 – Sắc lệnh bầu cử hết hiệu lực[19]

## Bối cảnh
Liên đảng Tự do/Quốc gia giành thắng lợi lớn trong cuộc Bầu cử liên bang năm 2013 với 90/150 ghế Hạ viện. Trong khi đó đảng Lao động đương quyền chỉ giành được 55 ghế, và các đảng nhỏ hơn nắm 5 ghế còn lại. Ngày 18 tháng 9 năm 2013, Tony Abbott tuyên thệ nhậm chức Thủ tướng Úc. Sau thất bại nặng nề để mất chính quyền về tay phe đối lập, Kevin Rudd tuyên bố từ chức lãnh đạo đảng Lao động. Chính trị gia trẻ, dân biểu hạt McMahon Chris Bowen được cử làm lãnh tụ lâm thời cho đến khi bầu ra người đại diện mới của đảng. Hai ứng viên kỳ cựu Anthony Albanese và Bill Shorten cùng ra tranh cử. Tại hội nghị đảng ngày 10 tháng 10 năm 2013, Bill Shorten giành đa số phiếu, chính thức làm lãnh tụ đảng Lao động và lãnh tụ đối lập trong quốc hội Úc.
Ngày 14 tháng 9, 2015, đương kim Thủ tướng Tony Abbott bị Bộ trưởng Truyền thông Malcolm Turnbull thách thức vai trò lãnh đạo đảng và bị hạ bệ chóng vánh trong cuộc bỏ phiếu của đảng Tự do. Ngày 11 tháng 2 năm 2016, Phó thủ tướng Warren Truss tuyên bố rút khỏi chính trường trong cuộc bầu cử sắp tới, đồng thời rút khỏi vị trí Lãnh tụ đảng Quốc gia. Phó lãnh tụ đảng lúc bấy giờ là Barnaby Joyce được bầu làm lãnh đạo của đảng này, cũng như tiếp quản chức Phó thủ tướng liên bang thay ông Truss.

## Ứng viên
Trước khi thời hạn đăng ký ứng cử Quốc hội kết thúc, ngày 9 tháng 6, có tổng cộng 1.625 ứng viên đã ghi danh tranh cử, trong đó bao gồm 994 ứng viên tranh cử Hạ viện và 631 ứng viên tranh cử Thượng viện liên bang. Ở kỳ tổng tuyển cử lần này, có một thông tin đáng lưu ý là số ứng cử viên tranh cử Thượng nghị sĩ nhiều nhất từ trước đến nay, với 631 người so với 529 ứng viên của năm 2013.